# فيكتوريا إيرل ماثيوز
فيكتوريا إيرل ماثيوز (إيلا فيكتوريا سميث قبل الزواج، 27 مايو 1861 – 10 مارس 1907) كانت مؤلفةً، وكاتبة مقالات، وصحفية، وعاملة مستوطنة، وناشطة أمريكية. وُلدت في العبودية في فورت فالي، جورجيا، وانتقلت إلى مدينة نيويورك مع عائلتها بعد تحرير العبيد. التحقت هناك لفترة وجيزة بالمدرسة وعملت عاملة منزلية لتساعد عائلتها.
بصفتها امرأة متزوجة، انخرطت ماثيوز في النوادي النسائية والعمل الاجتماعي، في الوقت الذي بدأت فيه حركة التسوية في بريطانيا العظمى في عام 1884، بالتأثير في العمل الاجتماعي الأمريكي في المدن الكبرى. في عام 1897، أسست ماثيوز بيت الوردة البيضاء الصناعي للفتيات الزنجيات العاملات، المعروف أيضًا بمهمة الوردة البيضاء، وهو بيت رعاية محتاجين للنساء السوداوات الصغيرات، لتأمين السكن الآمن والتعليم والمهارات العملية والحياتية لهنّ.

## نشأتها وتعليمها
وُلدت فيكتوريا إيرل في العبودية في عام 1861 في فورت فالي، جورجيا، قبل شهر من بداية الحرب الأهلية. بعد فترة قصيرة من ولادتها، هربت والدتها كارولين سميث من سيدها تاركةً وراءها فيكتوريا وأشقاءها الثمانية. يؤكد الالتباس العرقي لعائلة سميث وحقيقة أن الأطفال عاشوا في منزل السيد الاعتقاد القائل إن مالكهم كان هو نفسه والدهم. عندما وصلت والدتها إلى نيويورك، خططت لكسب ما يكفي من المال لشراء حريتها وحرية أطفالها. في عام 1869، «ورد أن كارولين سميث أُجبرت على خوض معركة قانونية لاستعادة حضانة ابنتيها»، وكانت أول امرأة سوداء تدخل نظام المحاكم في جورجيا. سافرت ماثيوز ووالدتها وشقيقتها آنا من جورجيا إلى ريتشموند ونورفولك بولاية فيرجينيا، وانتهى بهما المطاف في مدينة نيويورك في عام 1873.
في نيويورك، التحقت ماثيوز بمدرسة عامة لمدة أربع سنوات فقط، حتى أجبرتها الصعوبات العائلية على الانسحاب من المدرسة العامة والعمل عاملةً منزلية، حيث استفادت من مكتبة المنزل الكاملة الخاصة بصاحب العمل. اكتشف المالك قراءات إيرل وأعطاها الإذن بالقراءة عندما يكون لديها الوقت لذلك. كي تقرأ وتتعلم، عملت إيرل بجدية أكثر لإنهاء مهامها مبكرًا. يصف براون (1988) فيكتوريا إيرل الشابة بأنها «لطيفة، وتحترم كبار السن، ومحبة، ومساعدة جدًا لكل من يحتاج إلى خدمتها».

## زواجها وعائلتها
في مدينة نيويورك، وبتاريخ 22 أكتوبر عام 1879، تزوجت فيكتوريا سميث بويليام إيه. ماثيوز، وهو سائق عربة من بيترسبيرغ، فيرجينيا حين كانت في سن الثامنة عشرة. كان لديهما ابن واحد اسمه لامارتين، وقد توفي في 19 سبتمبر عام 1895 عندما كان في سن السادسة عشرة.

## الصحافة
بدأت ماثيوز بالكتابة والعمل لتأسيس مسيرتها المهنية بصفتها صحفية وكاتبة أدبية في نوع الخيال. في الوقت نفسه، زاد اهتمامها بالسياسة والقضايا المؤثرة بالسود، كالإعدام شنقًا دون سلطة شرعية وعوائق التعليم. ركزت على تعزيز الوعي تجاه نضال السود، خاصةً النساء منهم. كتبت قصصًا قصيرةً، مثل «العمة ليندي»، و«خطأ يوجين: قصة»، و«زيليكا–قصة». يوجد في جميع هذه الأعمال أنصار للخير والنساء والسود يمثلون تناقض التمييز اللوني ويتعلمون كيف يجدون كرامتهم في سوادهم. تحدثت رواية «العمة ليندي» عن التسامح والمصالحة خلال سنوات ما بعد الحرب الأهلية. أنتجت أيضًا مسرحية بحثت فيها فكرة تمازج الأجناس.